# Scenopinus vockerothi
Scenopinus vockerothi är en tvåvingeart som beskrevs av Kelsey 1971. Scenopinus vockerothi ingår i släktet Scenopinus och familjen fönsterflugor. Inga underarter finns listade i Catalogue of Life.